# 黄婉
黄婉（1971年—，英文名：Fiona），祖籍四川省仁寿县，美籍华人，黄渝生和詹敏利夫妇之女，周滨之妻、周永康儿媳。

## 生平
1986年，随父母移居美国。
1998年取得美国国籍
。
2008年诞下一子。
2010年，协助丈夫周滨和母詹敏利进行中石油内幕交易。
2010年2月，北京中旭阳光能源科技股份有限公司（即中旭能科，简称中旭系 ）董事会成员为周滨、赵明、黄渝生、闫咏、朱莉萍
2010年10月，黄婉代替丈夫周滨出任公司董事长。之后卷入2013年中石油腐败案。
2013年12月1日被拘捕，2016年5月26日被湖北省宜昌市伍家岗区人民法院判处有期徒刑2年6个月，缓刑3年。
2019年，黄婉在Twitter上发声称，中国当局限制她出境。

## 影视投资
华尔街日报报道，黄婉策划的电视连续剧《警察故事》于2008年5月13日在中央电视台黄金时间段首播，这部法治宣传电视剧部分在薄熙来主政的重庆市拍摄，得到了重庆市和公安部的支持和资助。